# 총통 (무기)

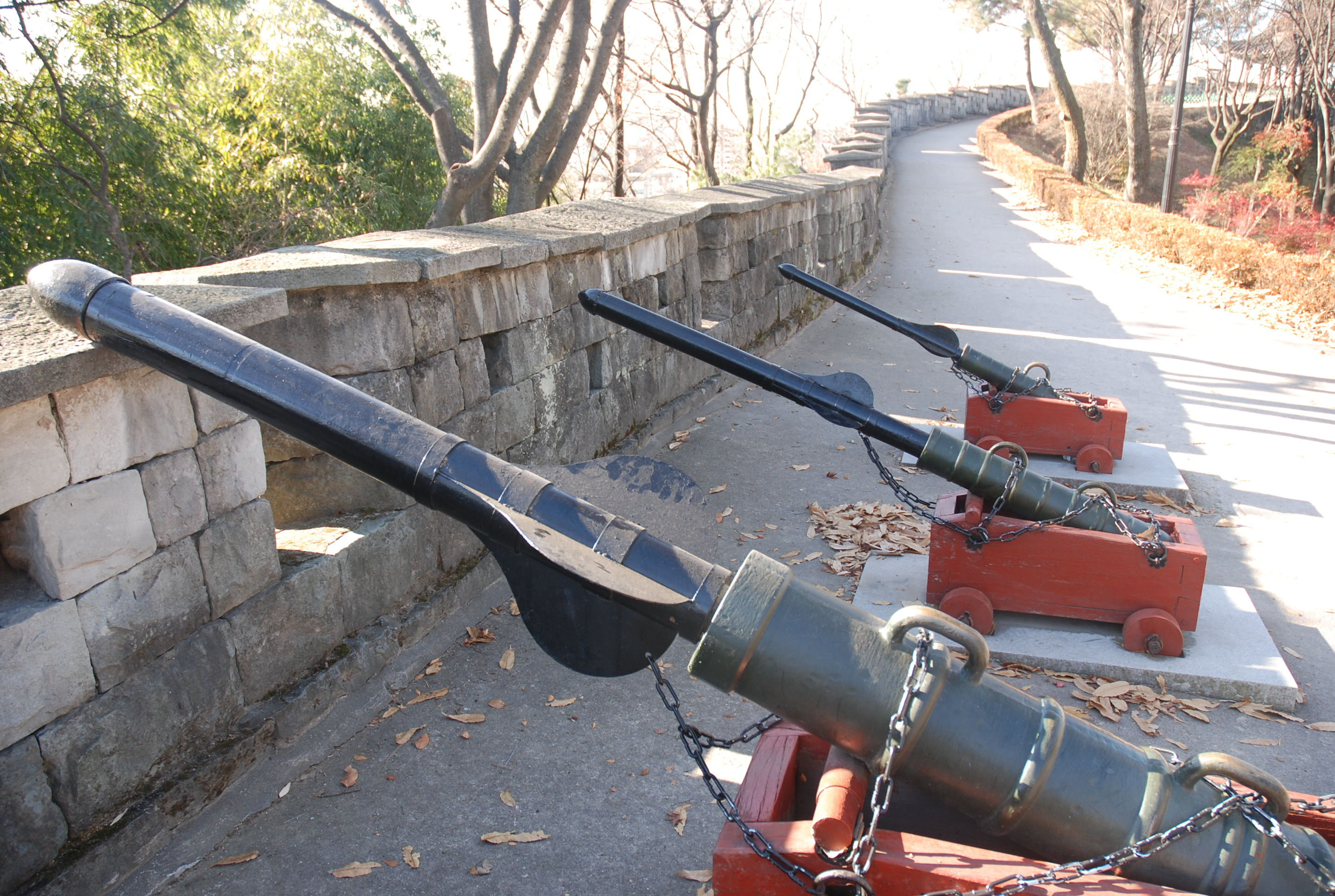
대장군전이 장전된 천자총통. 경상남도 진주성 소재.

총통(銃筒)은 조선시대의 캐넌류 화포이다. 명칭은 크기·화약의 중량·탄환의 수·사정거리 등에 따라 큰 것부터 차례대로 천자문(千子文)의 순서대로 천(天)·지(地)·현(玄)·황(黃)으로 구분하였다.

## 같이 보기
- 천자총통
- 지자총통
- 현자총통
- 황자총통
- 세총통
- 승자총통
- 삼총통

## 참고 자료
- 『세종실록(世宗實錄)』
- 『신기비결(神器秘訣)』
- 『화포식언해(火砲式諺解)』
- 『융원필비(戎垣必備)』
- 『군기도설(軍器圖說)』
- 『한국(韓國)의 화포(火砲)』(이강칠, 육군박물관, 1976)
- 『화염 조선 (전통 비밀병기의 과학적 재발견)』(박재광, 글항아리 2009)